# 天峨県
天峨県（てんが-けん）は中華人民共和国広西チワン族自治区河池市に位置する県。

## 行政区画
- 鎮:六排鎮、向陽鎮
- 郷:岜暮郷、納直郷、更新郷、下老郷、坡結郷、三堡郷
- 民族郷:八臘ヤオ族郷